# Eugen Bracht

Eugen Bracht

Eugen Felix Prosper Bracht (* 3. Juni 1842 in Morges, Kanton Waadt, Schweiz; † 15. November 1921 in Darmstadt) war ein deutscher Landschafts- und Historienmaler sowie Hochschullehrer.

## Leben

### Schule und Start ins Künstlerleben
Eugen Bracht wurde 1842 als Sohn des promovierten Juristen und Administrators Prosper Bracht und dessen Ehefrau Rosalie Franziska, geb. Zurstraßen (* 18. November 1819 in Verviers), in Morges am Genfersee geboren. Dorthin war Brachts Vater, ein Verfechter bürgerlicher Freiheiten und des Rheinischen Rechts, gezogen, nachdem er 1834 im Zusammenhang des gegen ihn gerichteten Vorwurfs der Teilnahme an hochverräterischen Verbindungen aus Preußen geflohen war, in dessen Staatsdienst er bis dahin als Landgerichts-Auskultator beschäftigt gewesen war. Eugen Bracht hatte zwei Schwestern und drei Brüder, darunter Theodor Carl Joseph (* 1843 in Morges; † 1911 in Antwerpen). Sein Onkel war der Kaufmann und Autor Viktor Bracht, der mit dem Mainzer Adelsverein 1845 nach Texas auswanderte.
Mit acht Jahren kam Bracht zusammen mit seiner Familie nach Darmstadt. Dort wurde der Vater Vermögensverwalter und Justitiar von Maximiliane von Oyen, geborene Gräfin von Bertrand zu Perusa-Criechingen (1786–1864), der Erbin der Hofmark Fürstenstein. Zwischen 1850 und 1859 besuchte Bracht die Schmidtsche Privatschule und die Höhere Gewerbe- und Realschule in Darmstadt. Ersten Zeichenunterricht erhielt er bei Franz Backofen. Bald schon wurde er Schüler der Maler Friedrich Frisch, Karl Ludwig Seeger und August Lucas. Bei einem gemeinsam mit Phillip Röth unternommenen Ausflug zum Heidelberger Schloss traf er auf Johann Wilhelm Schirmer. Dieser holte Bracht ab 1859 als Student an die Karlsruher Kunstschule. Die Sommermonate 1860 verbrachte Bracht zusammen mit den Malern Emil Lugo und Hans Thoma im Schwarzwald. Er wurde im Wintersemester 1858/59 Mitglied des Corps Arminia, des späteren Corps Hassia Darmstadt.
Gefördert und unterstützt durch seine Lehrer, ging Bracht im Herbst 1861 nach Düsseldorf in das Atelier des norwegischen Landschaftsmalers Hans Fredrik Gude. Als freischaffender Künstler wurde er Mitglied des Düsseldorfer Künstlervereins Malkasten. Geprägt wurde Bracht in dieser Zeit durch den Landschaftsmaler Oswald Achenbach, damals Tutor Gudes’ an der Kunstakademie Düsseldorf. In Gudes Atelier konnte Bracht zwar selbstständig arbeiten, war aber mit seinen Bildern nie ganz zufrieden. Von der Situation enttäuscht wandte sich Bracht 1864 von der Malerei ab, verließ Düsseldorf und zog ins belgische Verviers, wo er sich zum Wollhändler ausbilden ließ.
1870 machte er sich als Wollhändler mit einem kleinen eigenen Unternehmen in Berlin selbstständig. Der Erfolg war nur von kurzer Dauer, so dass Bracht in Folge der politischen Ereignisse (Deutsch-Französischer Krieg) bald Konkurs anmelden musste. Privat beschäftigte er sich intensiv mit der Fotografie und ur- und frühgeschichtlichen Studien.
Bracht verließ Berlin und kehrte im Frühjahr 1876 zu seinem Lehrer Gude nach Karlsruhe zurück. Hier feierte er mit seinen Dünenbildern erste Erfolge. Mit diesen Bildern thematisierte Bracht hauptsächlich die kargen Landschaften der Ostseeküste und der Lüneburger Heide. Publikum wie offizielle Kunstkritik lobte an diesen Bildern die „stimmungsvolle Einsamkeit“. Eines der ersten Heidebilder erwarb Armgard von Arnim, die Tochter Bettina von Arnims.

### Auslandserfahrungen
1880/1881 unternahm Bracht mit Carl Cowen Schirm und dem „Reisefanatiker und Orientmaler“ Adolf von Meckel eine längere Studienreise durch Syrien, Palästina und Ägypten. Zurück in Berlin, verarbeitete Bracht die Eindrücke in einem Werkzyklus mit Sujets des Orients. Anders als die bisherige Malerei des Orientalismus versachlichte er die Darstellung und verzichtete auf kitschige Klischees. Die beiden bekanntesten Werke Die Abenddämmerung am Toten Meer und Der Sinai wurden je von der Nationalgalerie und dem Kaiser angekauft, das Publikum war begeistert von der Wirkung des Lichts und den Reiseeindrücken aus fremden Welten. Bracht selbst betrachtete sein Werk kritisch und suchte insgeheim nach neuen Ausdrucksformen. Er strebte nach Paris zu ziehen und hatte seine Frau dorthin geschickt, damit diese eine Wohnung sucht. Über einen Malerkollegen, der im selben Hotel wohnte, erfuhr Anton von Werner von den Umzugsplänen und versuchte den Umzug des talentierten Nachwuchsmalers zu verhindern, indem er ihm eine Stelle an der Akademie in Berlin anbot.

### An der Preußischen Akademie der Künste in Berlin

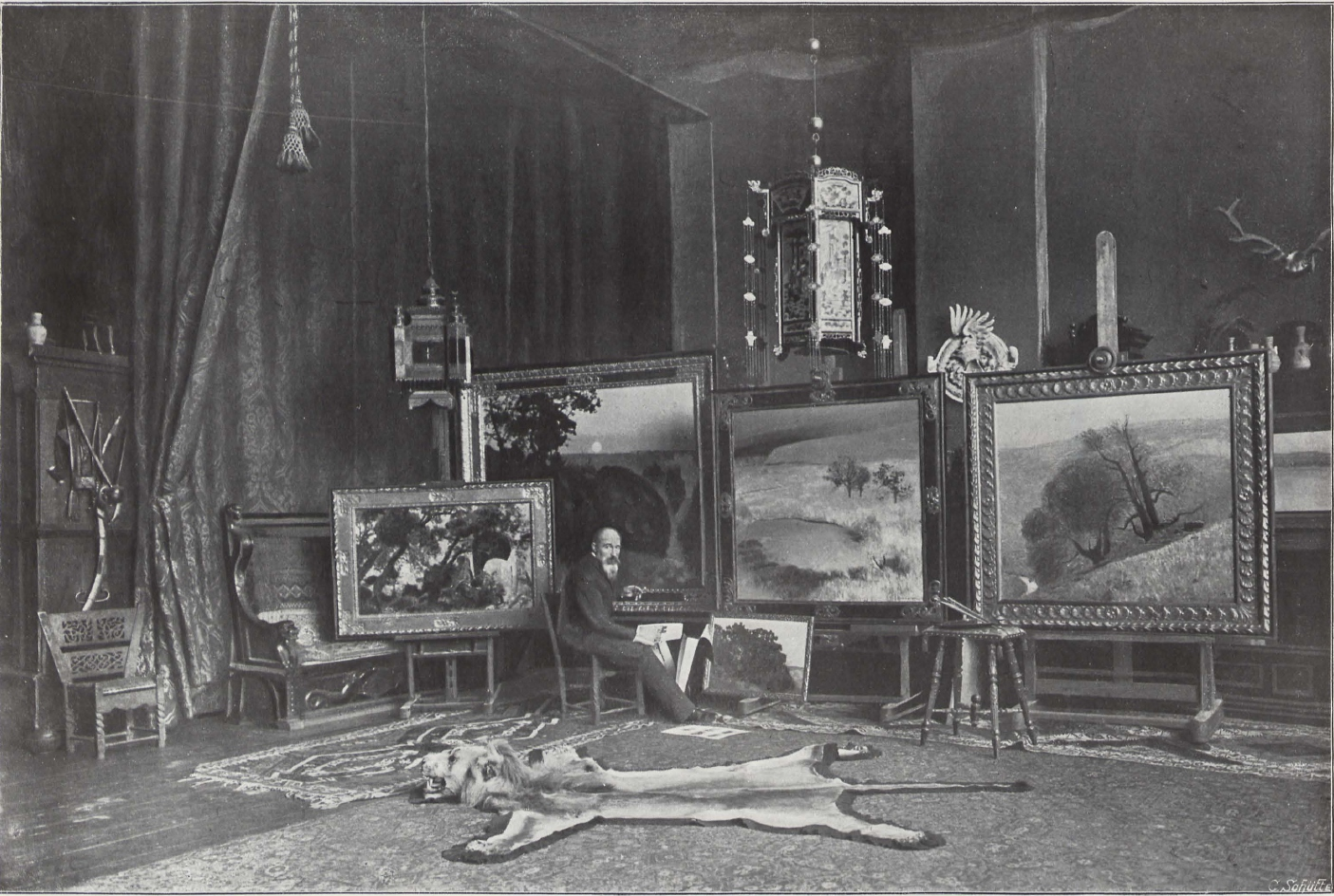
Eugen Bracht in seinem Atelier, 1901; Foto von Hermann Boll

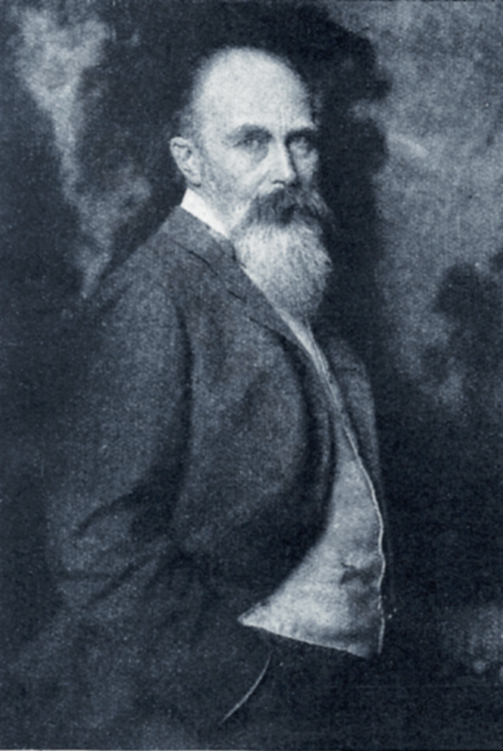
Bracht, 1917; Foto von Nicola Perscheid

1882 nahm Bracht den Ruf als Dozent für Landschaftsmalerei an der Berliner Kunstakademie an und zwei Jahre später avancierte er dort zum „ordentlichen Professor“. Eines seiner wichtigsten Werke in diesen Jahren war 1883 das Panoramabild Schlacht bei Sedan, das er zusammen mit Anton von Werner ausführte. Zu den Besuchern gehörten u. a. Kaiser Wilhelm I. und Generalfeldmarschall von Moltke. Das Panorama wurde auch von einer US-amerikanischen Investorengruppe besucht, die ihn mit dem Panorama Schlacht bei Chattanooga beauftragten. Kaiser Wilhelm I. erwarb das Werk Gestade der Vergessenheit und der russische Zar das Bild Märkischer Birkenwald. Gemeinsam mit dem gleichaltrigen Kollegen Philipp Röth und dessen Schwiegervater Paul Weber unternahm Bracht Malreisen in den Semesterferien. Bracht bezog im Haus Kurfürstendamm 114 eine 12-Zimmer-Wohnung.
Für das Reichstagsgebäude entwarf er das Wandgemälde Kap Arkona.
Eine private Leidenschaft von Bracht war die Paläontologie, die er mit Malreisen verband. 1883 grub er die Höhle Buchenloch bei Gerolstein in der Eifel aus. Eugen Bracht wurde noch im Gründungsjahr 1912 Mitglied der Paläontologischen Gesellschaft. Seine Sammlung an mesolithischen und neolithischen Werkzeugen stiftete er 1913 der Universität Greifswald.
In der Berliner Kunstszene entstand eine immer größer werdende Kluft zwischen traditionsgewandten akademischen Malern und fortschrittlichen Kräften. Bracht pflegte den Umgang mit den Traditionalisten, hatte sich künstlerisch jedoch längst der moderneren Malerei zugewandt, seinem Schüler Max Uth empfahl er, sich an der Gründung der Berliner Secession zu beteiligen. 1892 kam es zum endgültigen Bruch mit den Traditionalisten. Als Brachts Vorgesetzter und Freund Anton von Werner 1892 eine Edvard-Munch-Ausstellung vorzeitig schließen ließ, gehörte Bracht zu jenen 70 Künstlern, die dagegen protestierten. In Anbetracht, dass Brachts Klasse die bestbesuchte war und seine Studenten Preise auf Kunstausstellungen erzielten, blieb dessen Haltung beruflich vorerst folgenlos. Bei der Neubesetzung der Leitung der Kunstakademie 1901 überging man Bracht, der zuvor als Anwärter gehandelt wurde. Kaiser Wilhelm II. hatte sich über den impressionistischen Weg von Bracht aufgeregt und rühmte sich, „noch anständige Bilder“ von ihm zu besitzen. Um ihn zur Rückkehr zum alten Stil zu bekehren, beauftragte er ihn, das Historiengemälde Der Einzug Friedrichs von Hohenzollern in die Mark Brandenburg zu malen, was Bracht ablehnte. In letzter Konsequenz verließ er 1901 Berlin, um eine Stelle in Dresden anzutreten. Bracht galt jedoch weiterhin als Vertreter der Berliner Avantgarde, seine Werke waren auch Bestandteil der progressiven „Berliner Künstler-Silhouetten“ von 1902.

### Landschaftsmaler in Dresden

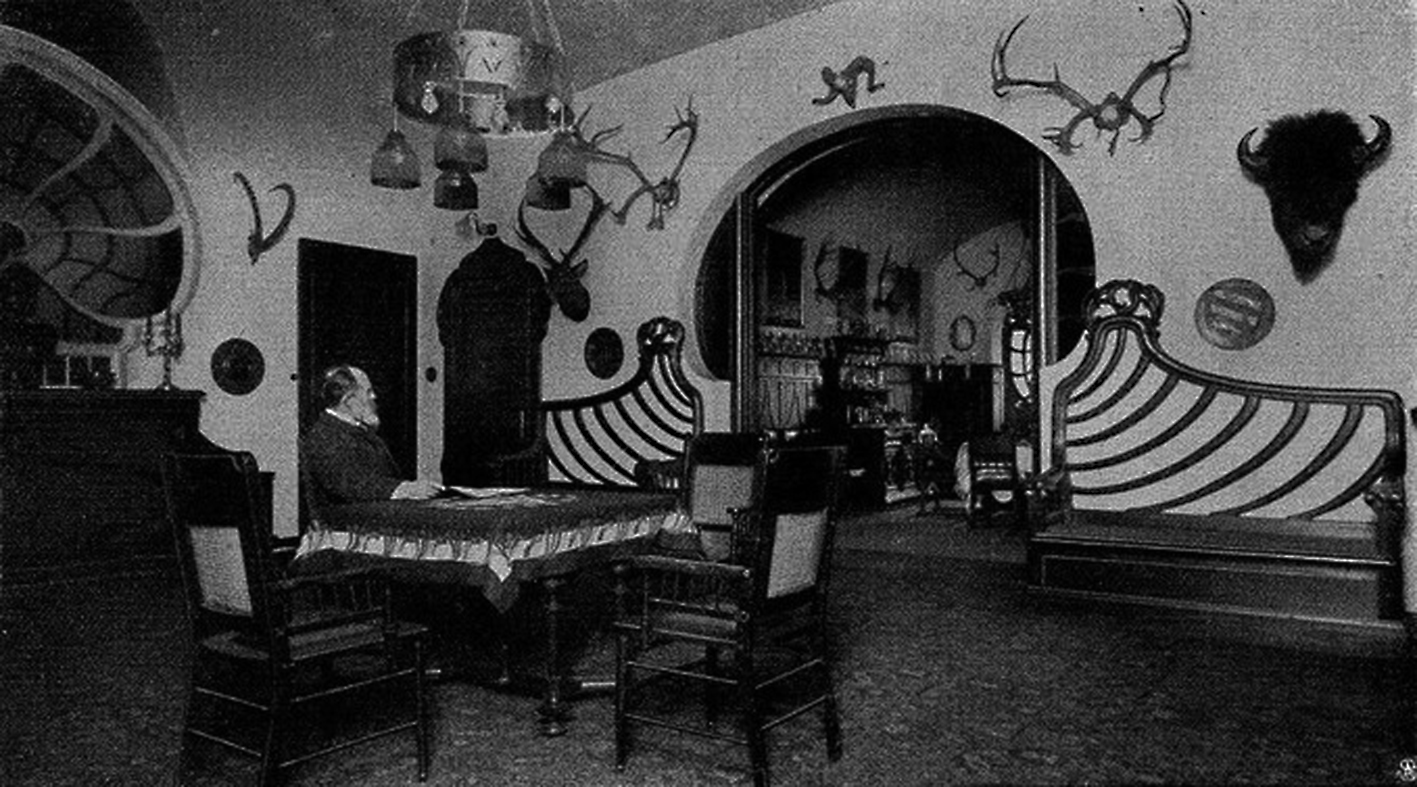
Bracht in seiner zweigeschossigen Dresdner Mietwohnung, 1904

In Dresden übernahm Bracht 1901/1902 die Leitung des Meisterateliers für Landschaftsmalerei an der Dresdner Kunstakademie. Zu seinen Meisterschülern gehörten u. a. Paul Mishel, Hans Hartig, Willy ter Hell, Franz Korwan und Artur Henne. Bracht trug den Titel eines Geheimen Hofrats.
Fern von dem Kunstbetrieb in Berlin konnte Bracht experimenteller arbeiten. Von Dresden aus erkundete er auch die sächsische Landschaft und besuchte frühere Ziele, wie Sylt oder die Eifel. Brachts Erfolg blieb ungebrochen, er wurde jährlich eingeladen, die großen Kunstausstellungen im In- und Ausland mit Werken zu beschicken. Bracht gehörte auch zur bevorzugten Auswahl zeitgenössischer Künstler, die das „Komité zur Beschaffung und Bewertung von Stollwerckbildern“ dem Kölner Schokoladeproduzent Ludwig Stollwerck zur Beauftragung für Entwürfe vorschlug.
Im Laufe des Jahres 1919 zog er sich vom Lehrbetrieb zurück und ging in den Ruhestand, den er in seiner Wahl-Heimatstadt Darmstadt verbrachte, wo familiäre Kontakte bestanden.

### Umzug nach Darmstadt

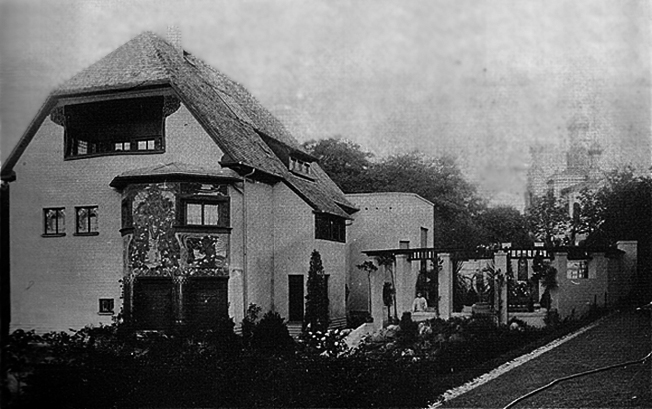
Die „Villa in Rosen“ auf der Mathildenhöhe in Darmstadt, Brachts letzter Wohnsitz ab 1919

Bracht pflegte stets soziale und familiäre Kontakte nach Darmstadt, so war er beispielsweise in der Jury der Künstlerkolonie engagiert. Die Stadt hatte für ihn 1912 neben Dresden eine umfangreiche Jubiläumsausstellung organisiert. Der Maler Hans Christiansen verkaufte sein Haus auf der Mathildenhöhe an einen Fabrikanten. Bracht trat mit diesem in Kontakt und kaufte es ihm ab, nach umfangreichen Umbaumaßnahmen bezog er es 1919 als Atelier und Wohnhaus. Bracht starb am 15. November 1921 im Alter von 79 Jahren und wurde in Darmstadt bestattet. Das Grabmal von Eugen Bracht befindet sich auf dem Waldfriedhof Darmstadt (Grabstelle: L 3b 3). Eine für 1922 angesetzte Ausstellung wurde zur Gedächtnis-Ausstellung umbenannt, es wurden auch Werke aus dem Nachlass veräußert.

### Familie
Eugen Bracht war verheiratet mit Maria Deurer, Tochter des Hofkünstlers Ludwig Deurer. Sie war es, die ihn zuerst motivierte, sich wieder der Malerei zuzuwenden.
Nachdem Bracht durch den Tod seiner Frau verwitwet war, heiratete er am 9. Juni 1895 „Toni“ Becker, die Tochter des Darmstädter Ministers Ernst Becker und Jugendfreundin der Prinzessin Alix von Hessen-Darmstadt. Ein Jahr später kam der gemeinsame Sohn Alexander Bracht auf die Welt (der 1916 an der Westfront fiel), es folgte 1898 Waldemar Bracht (der 1942 im Zweiten Weltkrieg fiel) und 1911 Gerda Becker (geborene Bracht), welche bis 1981 lebte. Der Neffe Victor Theodore Bracht (1883–1962) war als Unternehmer in Antwerpen tätig, wo er das Unternehmen Bracht & Co. leitete.

## Werk

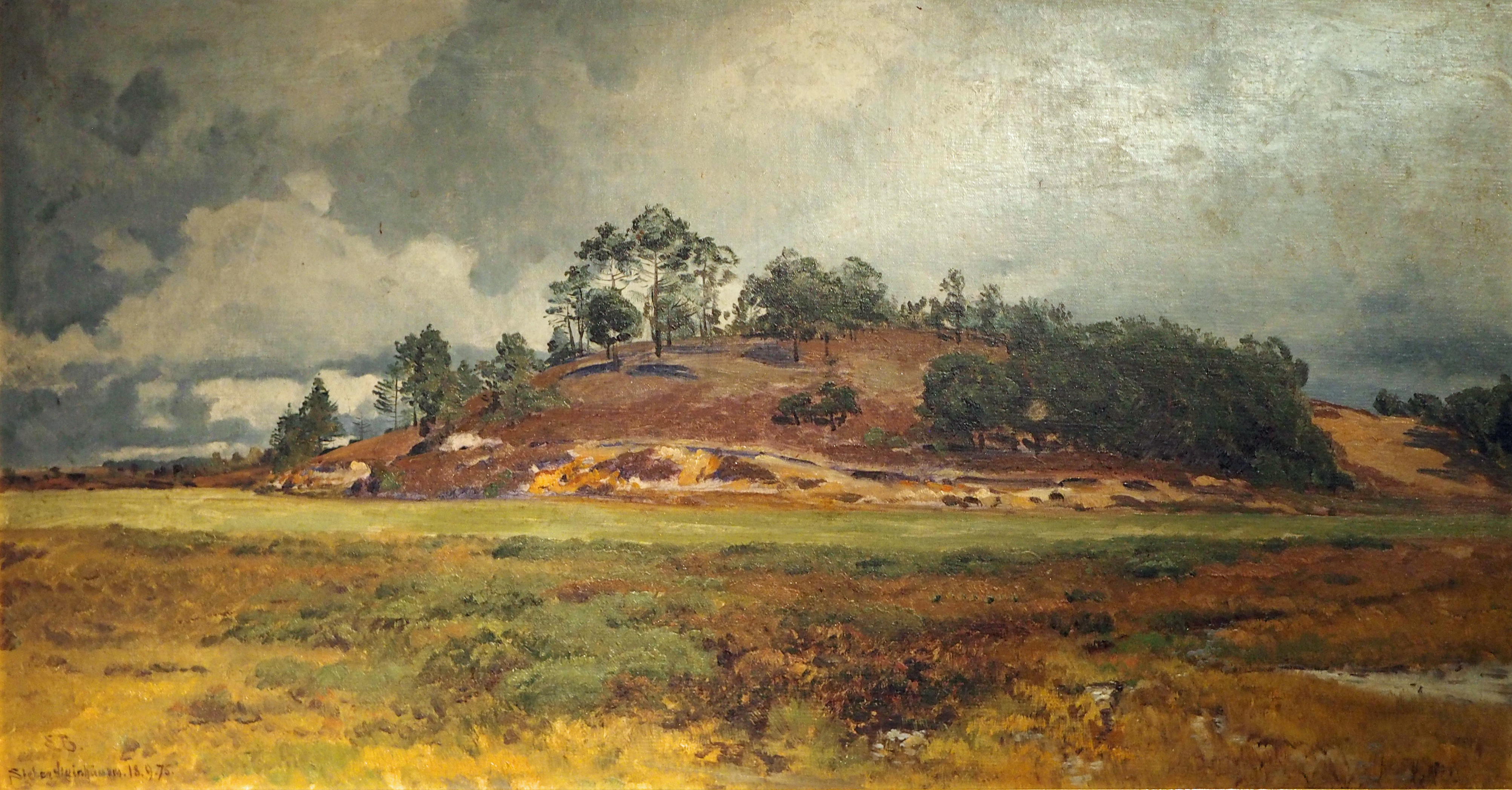
Sieben Steinhäuser, 1875

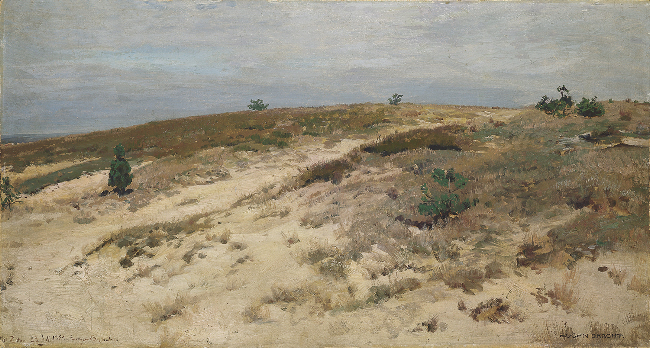
Heidelandschaft (Neu Zittau bei Berlin), 1884

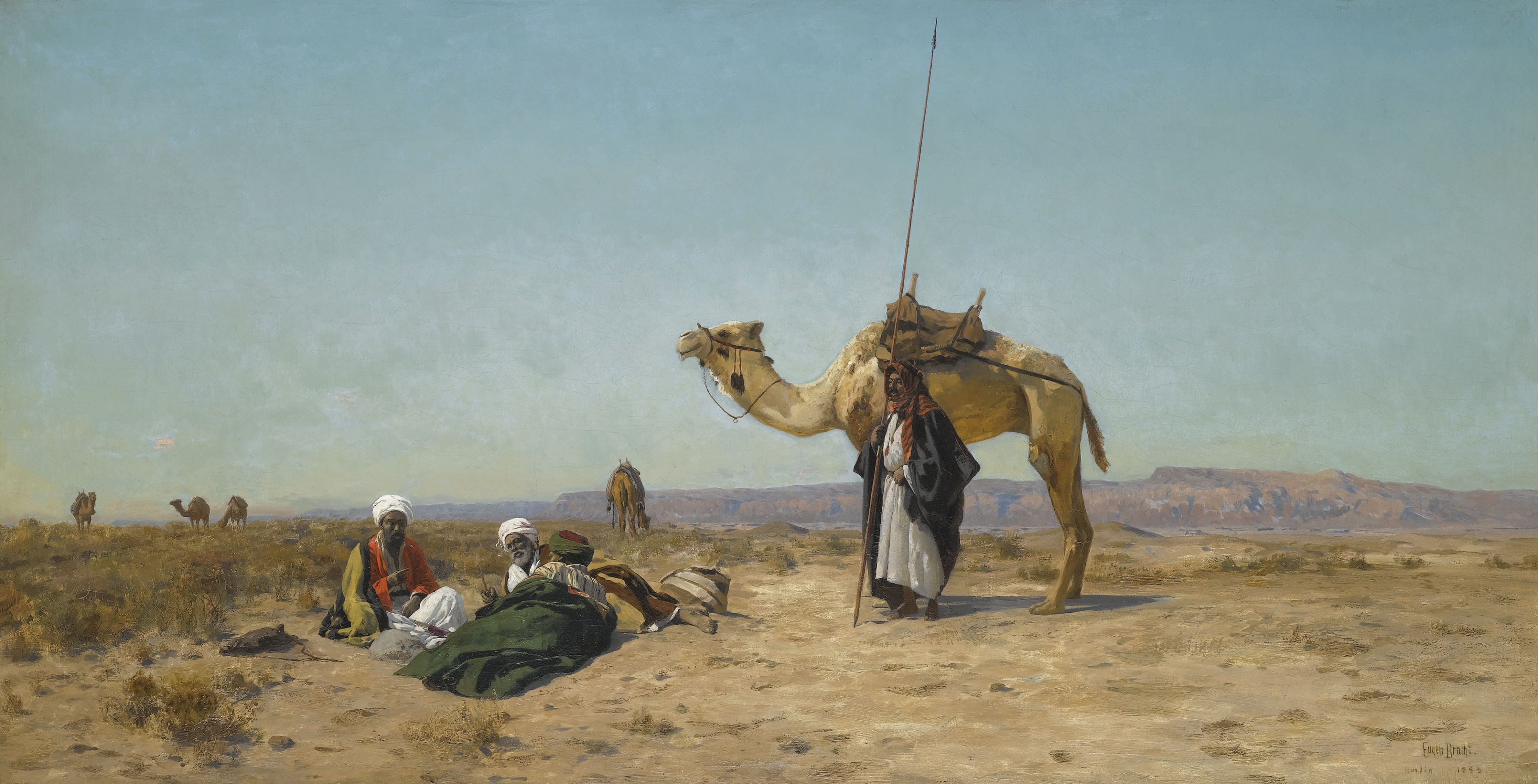
Rast in der Syrischen Wüste, 1883

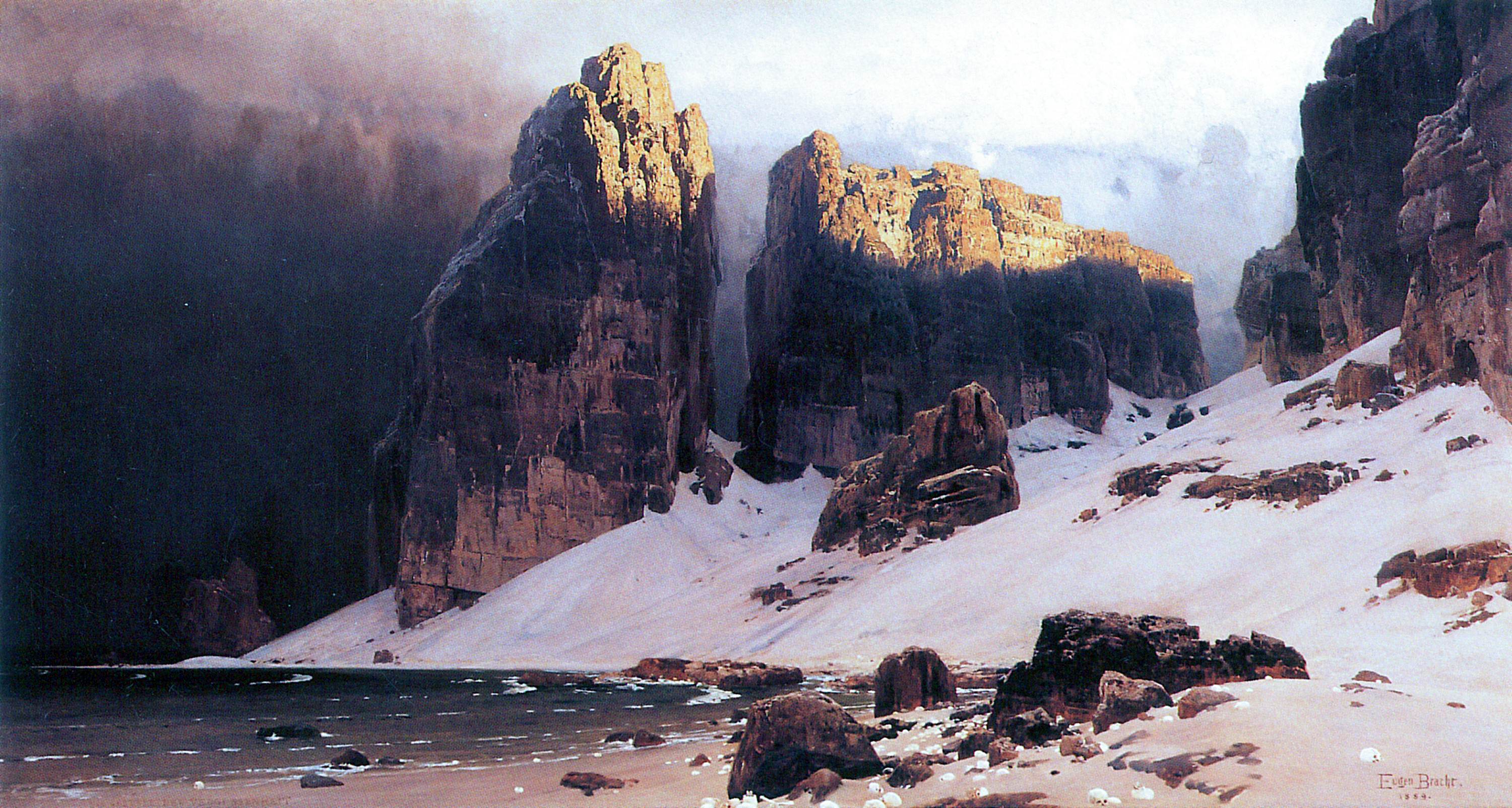
Das Gestade der Vergessenheit von 1889 ist eines der bekanntesten Werke des Symbolismus.

Bis nach seinen Orientreisen prägte eine dramatisierende Naturauffassung Brachts Arbeiten. In Berlin pflegte er noch vor Walter Leistikow eine Freilicht-Malerei.

### Frühwerk
Das Frühwerk Brachts umfasst die Zeit von 1859 bis 1873 und war vornehmlich akademisch geprägt. Bracht beschäftigte sich mit Naturlandschaften, Menschen und Tiere wurden nur durch Pinselstriche angedeutet. Die zumeist kleinformatigen Gemälde auf Pappe entstanden im Atelier und erscheinen konstruiert. Einen großen Einfluss hatte sein Lehrer Johann Wilhelm Schirmer.

### Heidelandschaften
Um 1875 begann Bracht die Heide darzustellen, ein damals wenig beachteter Landschaftstypus, mit dem sich zuvor nur Heimatmaler beschäftigt hatten. Er bereiste die Lüneburger Heide, die Insel Rügen und das Riesengebirge. Nach dem Erfolg wagte sich Bracht mit den Heidelandschaften auch ins Großformat bis zwei Meter. In jener Schaffensepoche nehmen sich die Farben stark hinter der naturalistischen atmosphärischen Darstellung zurück.

### Orientlandschaften
Nach 1881 entstanden die ersten Werke mit Orientmotiven, meist als Großmotiv. Anders als viele Orientmaler bediente Bracht nicht die Klischees und Phantasien der Europäer, er bemühte sich um eine charakteristische Darstellung des Alltags mit ethnologischem Wert. Licht und Farbe waren die bestimmenden Elemente. Viele Skizzen wurden nicht umgesetzt, da Bracht durch stattliche Aufträge und Panoramen stark eingebunden war.

### Zyklus Hochgebirge und symbolische Landschaften
Ab 1887 entstanden Gebirgslandschaften und stark symbolisch aufgeladene Landschaften. Naturphänomene und menschliche Schicksale nahmen eine bedeutende Rolle ein. Die Lichtführung mutete mitunter mystisch an. Die persönliche Krise Brachts zeigte sich in seinem unsteten Wechsel zwischen Form und Farbe.

### Impressionismus

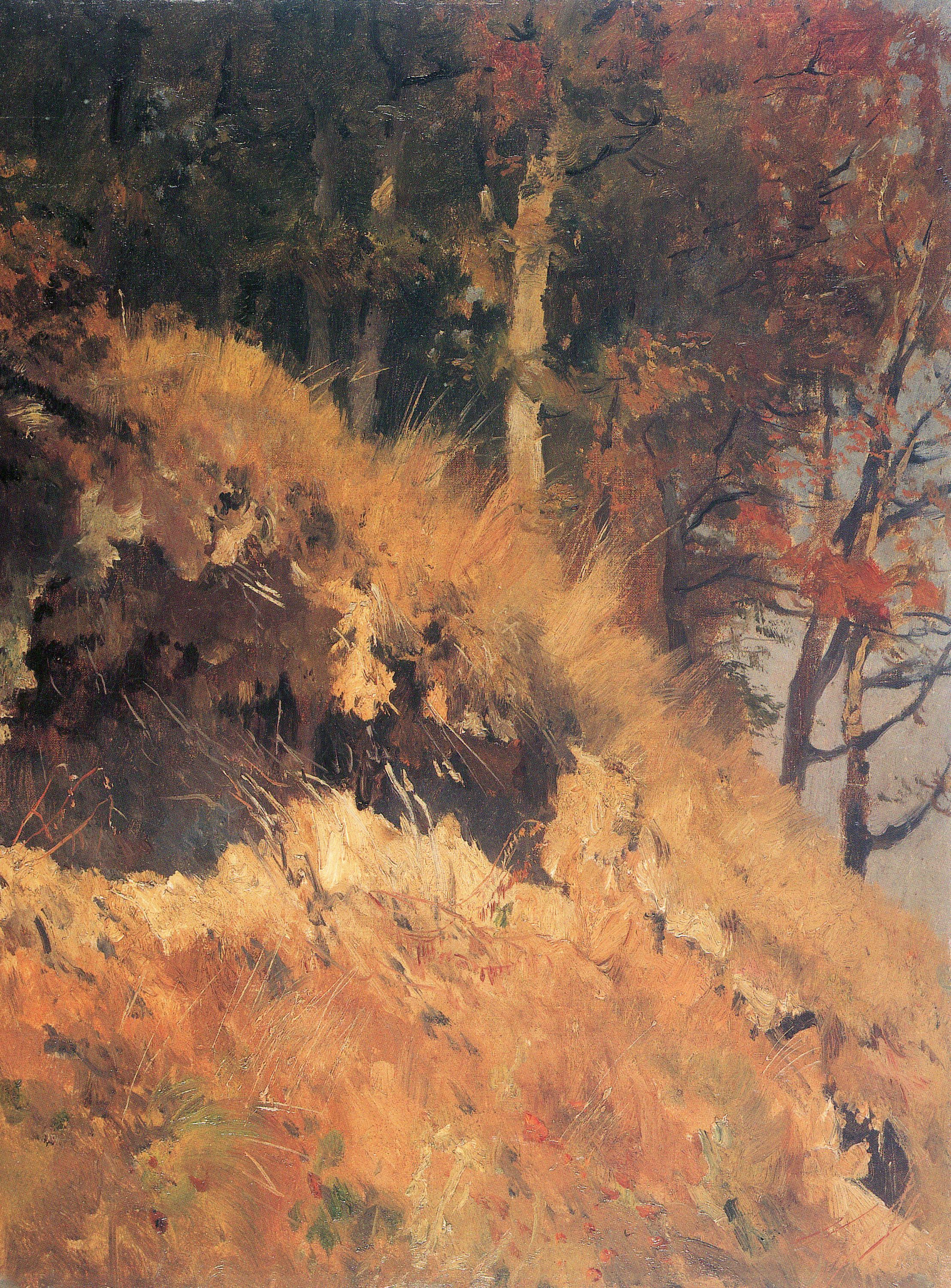
Wegböschung im Mühltal, 1914

Um 1898/1899 wollte Bracht seine impressionistische Phase der Öffentlichkeit vorstellen, am 5. Mai 1898 wurde die Berliner Secession gegründet, so dass diese Orientierung auch eine kunstpolitische Haltung implizierte. Bracht schrieb: „Mit der Secession kann ich wegen meiner Stellung nicht, mit den anderen will ich nicht“. Bracht stellte die Arbeiten erst in Darmstadt aus, von den Angeboten Berliner und überregionaler Galerien entschied er sich für die Galerie Eduard Schulte, welche mit seinen Werken das neue Jahrhundert feierte. Charakteristisch für diese Werke war die Konzentration auf den malerischen Ausdruck mit einer reduzierten Farbpalette und eine Rücknahme des Sujets, die Hell-Dunkel-Kontraste wurden durch Warm-Kalt-Kontraste abgelöst. Diese Werkphase ließ ihn auch zu einem frühen Vertreter des deutschen Impressionismus werden. Max Osborn schrieb 1909: „Wenn Max Liebermann meinte: ‚Zeichnen ist Fortlassen‘, so überträgt Bracht diese Maxime auch auf die Malerei“. In diese Schaffensphase fällt 1903 auch eine Reise nach Norwegen, wo sein Interesse an Heide- und Moorlandschaften wieder auflebte.

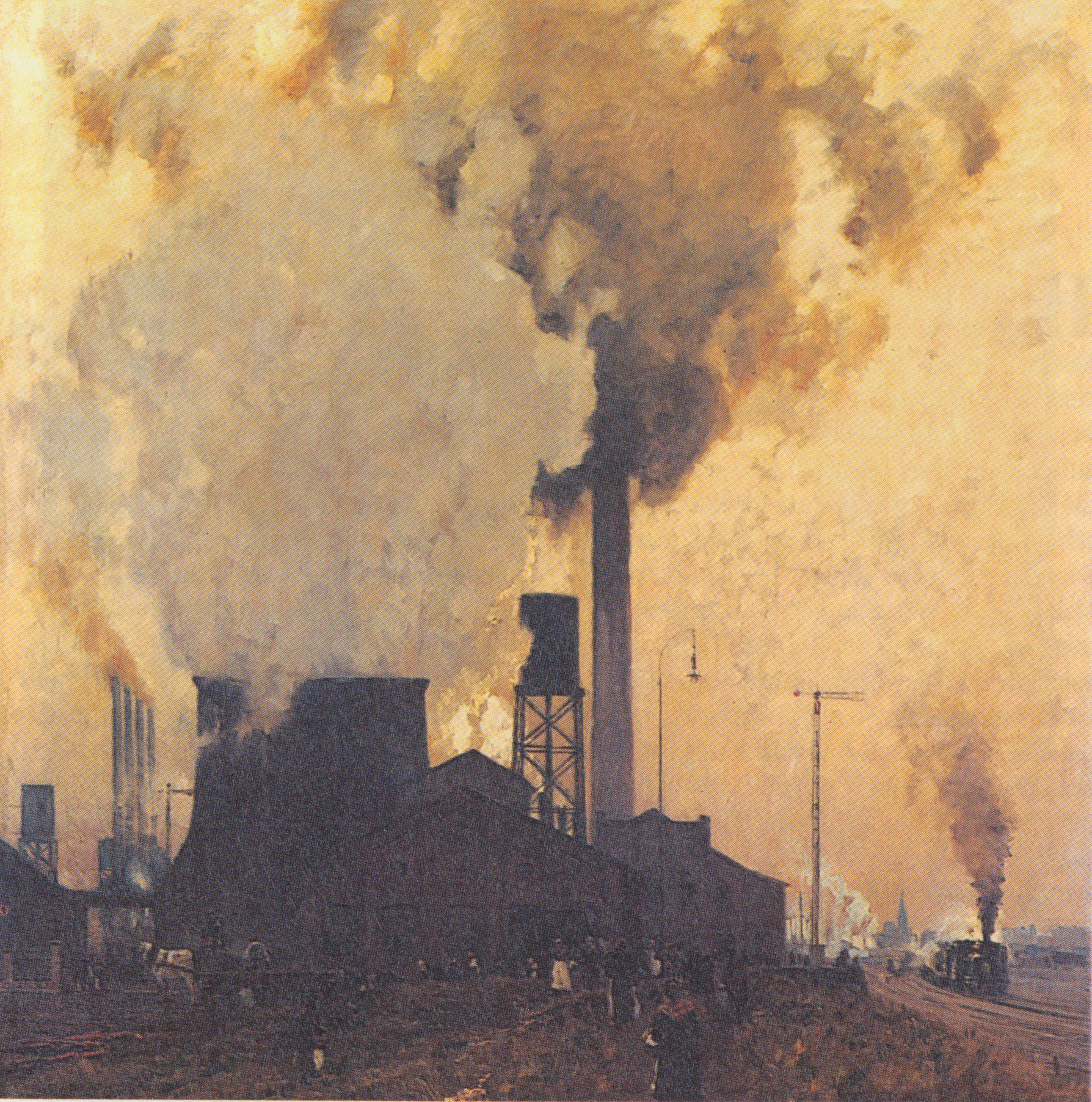
Eisen- und Stahlwerk Hoesch, Dortmund 1907

### Industriemotive
Als letztes Sujet beschäftigte sich Bracht als Industriemaler mit Industrielandschaften. Er hatte schon vor 1899 vereinzelt Fabriken gemalt, aber erst seit 1903 nahmen diese eine größere Rolle ein. Insbesondere Stahlwerke mit ihren Schornsteinen und Dampfwolken hatte es ihm angetan. Zu sehen ist weniger der einzelne Arbeiter als vielmehr die Faszination des Künstlers von der Gesamtanlage.

### Spätwerk
Das Spätwerk ab 1915 ist gekennzeichnet von zahlreichen Wiederholungen und einer Hinwendung zum Publikumsgeschmack mit einer strengeren akademischen Malerei. War beim deutschen Impressionismus Bracht noch ein Vorreiter, so verließ er in seiner letzten Schaffensphase die Avantgarde. Gemessen an der Quantität der Gemälde ist diese Periode eine der umfangreichsten, blieben doch Experimente und Reisen im Wesentlichen aus.

## Werke (Auswahl)
- Dreieichenhain, Burgruine (1859), Staatliche Kunsthalle Karlsruhe
- Oberitalienische Landschaft (1864), Staatliche Kunstsammlungen Dresden
- Hünengrab in der Heide (1877)
- Am Heidehügel, Öl auf Leinwand, 100 × 179 cm, Kulturhistorisches Museum Magdeburg (vermisst)
- Küste vor Rügen (1878)
- Heidelandschaft (1879)
- Heideschäfer (1879)
- Abenddämmerung am Toten Meer, Nationalgalerie Berlin
- Der Sinai
- Das Gebirge Moab von der Jordanfurt aus (1880) Aquarell, Kupferstichkabinett Berlin
- Herbsttag in der Eifel – Parthie bei Gerolstein (1881), Stadtarchiv Gerolstein
- Felslandschaft (1881), Staatliche Kunstsammlungen Dresden
- Rast in der Araba (Peträisches Arabien) (1882), Staatliche Kunsthalle Karlsruhe
- Palmen bestandene Oase (1883)
- Elias am Bache Krith (1884)
- Jericho (1884), Nationalgalerie Berlin
- Battle of Chattanooga (1885), Panoramagemälde in Philadelphia
- Gestade der Vergessenheit (erste Fassung 1889, danach sieben weitere Fassungen)
- Durch die Heide (1890), Musée de la Cour d’Or, Metz
- Lagernde Beduinen (1891), Nationalgalerie Berlin
- Huleh-See mit Fischotterjagd (1891), Staatliche Kunstsammlungen Dresden
- Klippen bei Final-Marina (1893), Kunsthalle zu Kiel
- Darmstädter Damen (1894), Auftragsarbeit für Alix von Hessen-Darmstadt
- Hannibals Grab (1900), eine Version in der Museumslandschaft Hessen Kassel[18], eine weitere ehemals im Besitz der Familie Georg von Siemens[19]. Das Motiv wurde insgesamt 18 Mal gemalt.[20] Nach dem Gemälde wurde eine Gruppe von Findlingssteinen in der Lüneburger Heide benannt.[21]
- Das Bruch (Az ingovány), Ungarische Nationalgalerie, Budapest
- Der Schilfteich (1901), Mittelrhein-Museum, Koblenz
- Wenn der silberne Mond (1901), Kunstsammlungen Zwickau
- Regenschauer im norwegischen Hochmoor (1903)
- Norwegische Landschaft, Große Kunstausstellung Dresden 1904[22]
- Nachtschicht, Hösch-Stahlwerk in Dortmund (1906), Öl auf Leinwand, 137 × 136 cm, Kulturhistorisches Museum Magdeburg (vermisst)
- Hermannshütte in Hörde (1907), 2011 in Arbeitswelten des Hessischen Landesmuseums Darmstadt gezeigt
- Winterabend (1907), Staatliche Kunstsammlungen Dresden
- Ruine Manderscheid in der Eifel, (1908), 1970 in der Kunsthalle Darmstadt gezeigt
- Die Henrichshütte bei Hattingen am Abend, (1912) Westfälisches Landesmuseum Münster
- Hering im Odenwald, Burg Otzberg, (1912), als Postkarte: „Zum 70. Geburtstag Eugen Bracht’s. In Auftrag gegeben von Ihrer Königlichen Hoheit der Großherzogin von Hessen 1912“
- Der Morgenstern in der Neujahrsnacht (1899), Morning Star (1912), Memorial Art Gallery Rochester, USA
- Wegböschung im Mühltal, (1914), Hessisches Landesmuseum Darmstadt
- Schloß Reinsberg von der Wiese aus (1915), Nationalgalerie Berlin
- Waldbach (1915), Staatliche Kunstsammlungen Dresden
- Am Seeufer (1916), Staatliche Kunstsammlungen Dresden
- Oberhessische Landschaft (1916), Staatliche Kunstsammlungen Dresden
- Schneeschmelze, Nationalgalerie Berlin
- Waldtal am Abend (1915), Öl auf Leinwand, 86 × 97 cm, Städtische Sammlungen für Geschichte und Kultur Görlitz (vermisst)
- Felswand (1916), Öl auf Leinwand, 65 × 58 cm, Bayerische Staatsgemäldesammlungen München (vermisst)
- Loisachbett (1916), Städtische Kunstsammlung Chemnitz
- Gletscherlandschaft am Monte Rosa (Monte Rosa im Abendlicht) (1906), Lindenau-Museum Altenburg

## Künstlerische Rezeption
Hauptwerke von Bracht wurden als Drucke auf Karton reproduziert und gelangten aufwendig gerahmt in zahlreiche Wohnzimmer der aufstrebenden Mittelschicht in der späten Kaiserzeit. Schüler von Bracht malten nach dem Stil des Meisters und boten diese Werke (teilweise unsigniert) zum Verkauf an. Diese Praxis wurde von Bracht nicht nur geduldet, er malte auch häufig gemeinsam mit den Studenten. Dabei wurde ein gemeinsames Thema ausgewählt und jeder malte auf seiner Leinwand. Diese Malerei wird als „Eugen-Bracht-Schule“ bezeichnet.
Kollegen von Bracht widmeten ihm Werke; beispielsweise schuf Friedrich Wilhelm Hörnlein 1912 eine „Eugen-Bracht-Medaille“, von der sich zwei Exemplare in den Staatlichen Kunstsammlungen Dresden befinden, ein anderer Künstler erschuf 1938 eine Büste. Als Fotografen, die Bracht porträtierten, waren die Hoffotografen Schulz & Suck aus Karlsruhe, sowie Hermann Boll und Nicola Perscheid tätig.

## Nachlass
Ein Teil seines schriftlichen Nachlasses befindet sich im Deutschen Kunstarchiv im Germanischen Nationalmuseum in Nürnberg.

## Auszeichnungen (unvollständig)
- Albrechts-Orden, Komtur II. Klasse (Sachsen)[12]
- Verdienstorden Philipps des Großmütigen, Komtur I. Klasse[12]
- Roter Adlerorden, Ritter IV. Klasse (Preußen)[12]
- Königlicher Kronen-Orden (Preußen), II. Klasse[12]
- 1912: Goldene Verdienstmedaille für Kunst und Wissenschaft des Großherzogtums Hessen[27]

In Sichtweite seines früheren Hauses auf der Mathildenhöhe in Darmstadt gibt es den Eugen-Bracht Weg, weitere Straßen oder Wege nach Bracht gibt es u. a. in Dresden, Geisenheim, Bispingen, Pantenburg, Schwielowsee.

## Ausstellungen (Auswahl)

### Gemeinschaftsexpositionen
Mehrmals vertreten war Bracht zu Lebzeiten u. a. auf der Biennale von Venedig, der Großen Berliner Kunstausstellung, der Deutschen Kunstausstellung, den Weltausstellungen.
- 1906: Kollektivausstellung Eugen Bracht, August von Brandis, Albert Gartmann, Konrad Lessing und Hans Licht, Berlin
- 1907: Exhibition of Contemporary German Paintings Indianapolis Museum of Art (IMA), Indianapolis
- 1916: Die Dresdner Kunstverein in Hamburg, Hamburg
- 2002: Orient auf Papier: von Louis-Francois Cassas bis Eugen Bracht, Hessisches Landesmuseum
- 2005: Von der Schönheit des Unscheinbaren/Eugen Bracht und der Märkische Künstlerbund, Galerie Barthelmess & Wischnewski Berlin

### Einzelausstellungen
- 1900: Sonderausstellung Eugen Bracht der Großen Berliner Kunstausstellung Berlin
- 1908: Eugen Bracht in Dresden, Kunstverein Leipzig 1908
- 1912: Jubiläums-Ausstellung Eugen Bracht Mathildenhöhe Darmstadt
- 1912:  Eugen Bracht Ausstellung zum 70. Geburtstag Sächsischer Kunstverein Dresden
- 1970: Eugen Bracht Kunsthalle Darmstadt
- 1992: Eugen Bracht – Landschaftsmaler im wilhelminischen Kaiserreich Mathildenhöhe Darmstadt
- 2005: Eugen Bracht (1842–1921) Museum Giersch Frankfurt
- 2006: Eugen Bracht – Landschaftsmalerei als Naturerfahrung Niedersächsisches Landesmuseum[28]
- 2016: Eugen Bracht (1842–1921) Staatspark Fürstenlager, Bensheim-Auerbach

## Schüler und Schülerinnen
- Otto Altenkirch  (1875–1945)
- Heinrich Basedow der Ältere  (1865–1930)
- Elisabeth, Prinzessin zu Bentheim (1886–1959)
- Ernst Berger (1882–1970)
- Wilhelm Feldmann
- Oskar Frenzel (1855–1915)
- Kurt Haase-Jastrow (1885–1958)
- Georg Hänel  (1879–1945)
- Marie Hager (1872–1947)
- Heinrich Harder (1858–1935)
- Hans Hartig  (1873–1936)
- Elise Hedinger (1854–1923)
- Willy ter Hell  (1883–1947)
- Hermann Hendrich (1854–1931)
- Ernst Kolbe  (1876–1945)
- Franz Korwan (1865–1942)
- Hans Licht  (1876–1935)
- Alfred Liedtke (1877–1914)
- Bruno Marquardt (1878–1916)
- Otto Modersohn  (1865–1943)
- Rudolf Müller-Gerhardt (1873–1962)
- Karl Oenike (1862–1924)
- Julius Preller (1834–1914)
- Carl Cowen Schirm (1852–1928)
- Gustav-Adolf Schreiber  (1889–1958)
- Max Uth  (1863–1914)
- Paul Vorgang (1860–1927)
- Jakob Weinheimer (1878–1962)
- Karl Wendel (1878–1943)